# Железная дорога парка Вашингтон и зоопарка
Железная дорога парка Вашингтон и зоопарка (англ. Washington Park and Zoo Railway) — узкоколейная парковая рекреационная железная дорога в Портленде (США, штат Орегон). Дорога расположена на территории парка Вашингтон и связывает такие достопримечательности как Орегонский зоопарк, дендрарий Хойт и Международный опытный розарий. Ширина колеи дороги — 760 мм, подвижной состав дороги является моделями подвижного состава железных дорог стандартной колеи в масштабе 5/8. Первая очередь дороги открылась в 1958 году, дорога расширялась в 1959 и 1960 годах. Длина основной линии — 3,2 км, на территории зоопарка также имеется кольцо длиной 1,6 км. Ежегодно дорога перевозит 350 тысяч пассажиров.

## Подвижной состав

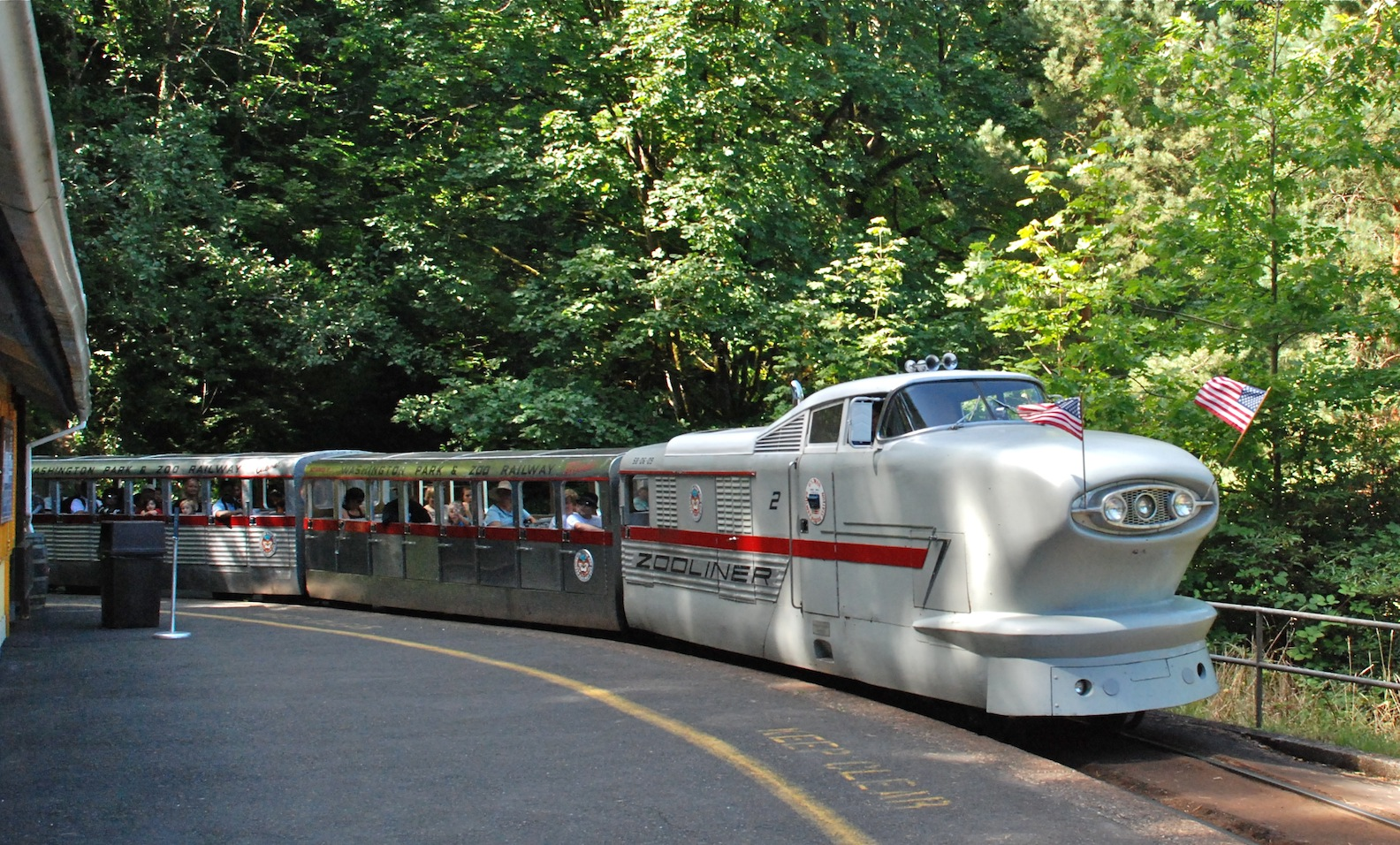
Zooliner

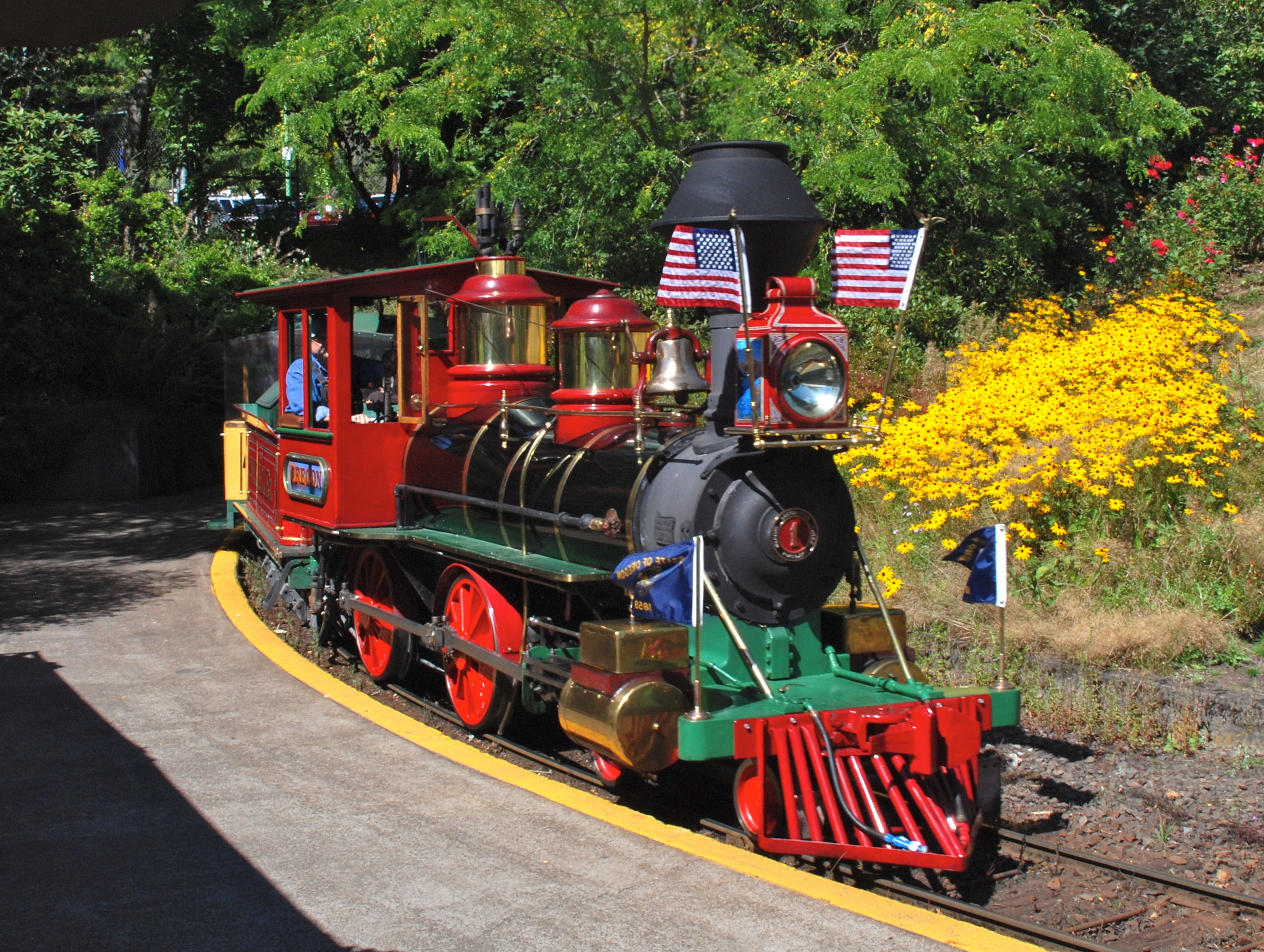
Oregon

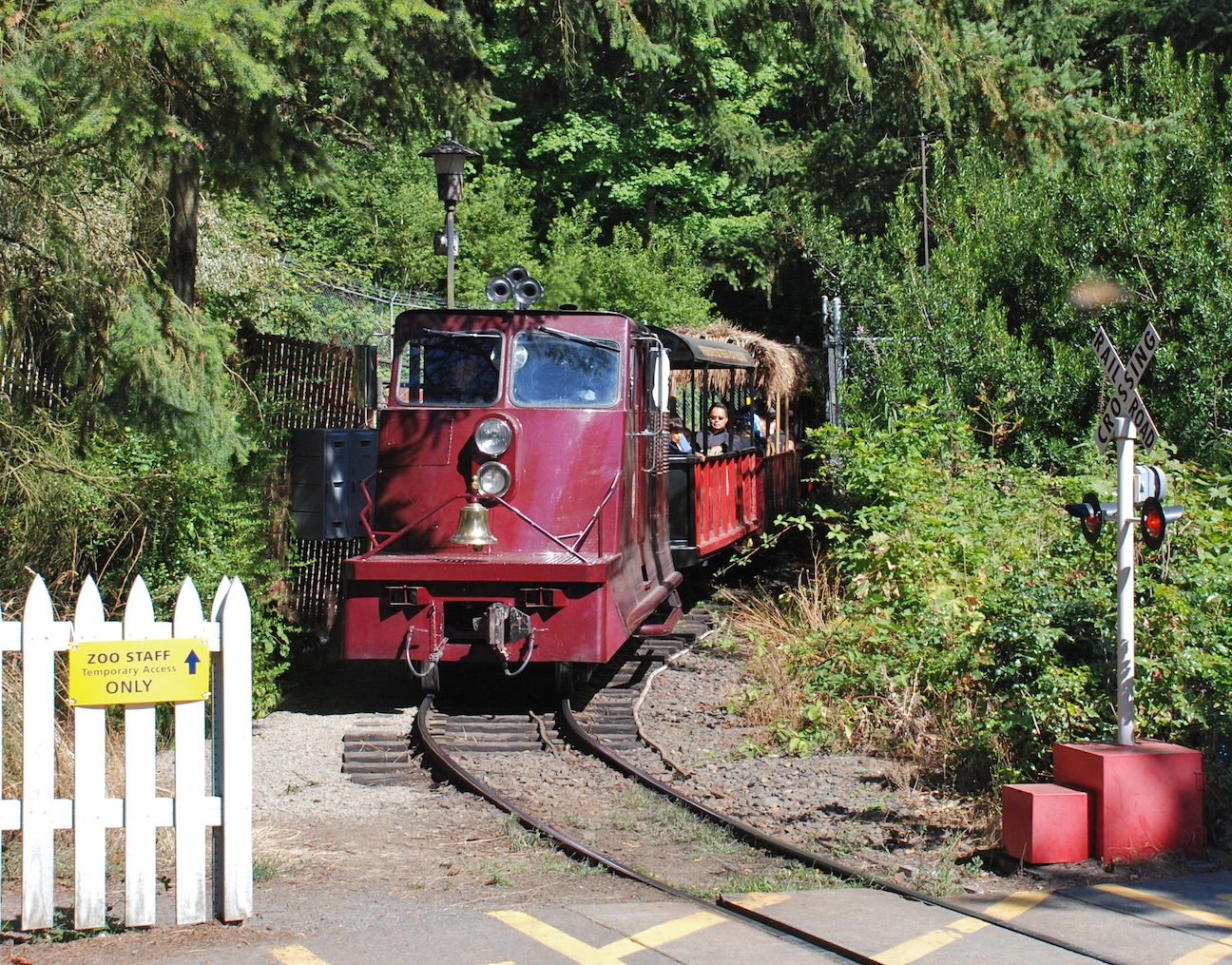
Oregon Express

Железная дорога имеет три поезда для работы с пассажирами и два служебных маневровых мотовоза.
- Zooliner — поезд, являющейся моделью поезда Aerotrain (масштаб 5/8)[5], отличавшегося необычным футуристическим дизайном. Zooliner состоит из тепловоза и четырёх или пяти вагонов. Zooliner был построен в 1958 году и начал перевозить пассажиров в июне того же года[3]. Мощность двигателя поезда составляет 175 л.с, передача гидравлическая[4]. Поезд оборудован пневматическими тормозами[4]. Поезд оборудован подъёмниками для инвалидных колясок[6].

- Oregon — паровоз, построенный в 1959 году в стиле «классических» американских паровозов XIX века в масштабе 5/8[1][7]. Осевая формула — 2-2-0. Oregon является моделью (масштаб 5/8) паровоза Reno железной дороги Virginia and Truckee Railroad (Reno был построен Baldwin Locomotive Works в 1872 году)[8]. В отличие от своего прототипа Oregon топится нефтью. Oregon начал перевозить пассажиров 20 июня 1959 года на временной выставке Oregon Centennial, посвящённой столетию штата Орегон[8][7]. После закрытия выставки в конце лета того же года паровоз перевезли на железную дорогу парка Вашингтон и зоопарка[9]. В 1982 году паровозу заменили раму, которая несколько раз до этого ломалась[10]. В 2002 году Oregon вывели из эксплуатации в связи с его плохим техническим состоянием. Из-за слишком высокой стоимости необходимого ремонта планировалось списание паровоза и его установка в качестве неподвижного памятника[9]. Однако через пожертвования удалось собрать требующуюся сумму, и после ремонта паровоз был вновь введён в эксплуатацию 2 апреля 2004 года[10].

- В отличие от двух других поездов железной дороги, мотовоз Oregon Express (номер WP&Z No. 5) не имеет реального прототипа. Oregon Express был построен в 1959 году и первоначально был стилизован под паровоз, но позднее его перестроили, придав ему более современный вид[9]. Oregon Express имеет такой же двигатель, как и Zooliner, но вместо гидравлической он оборудован механической передачей[4].

## Железнодорожная почта

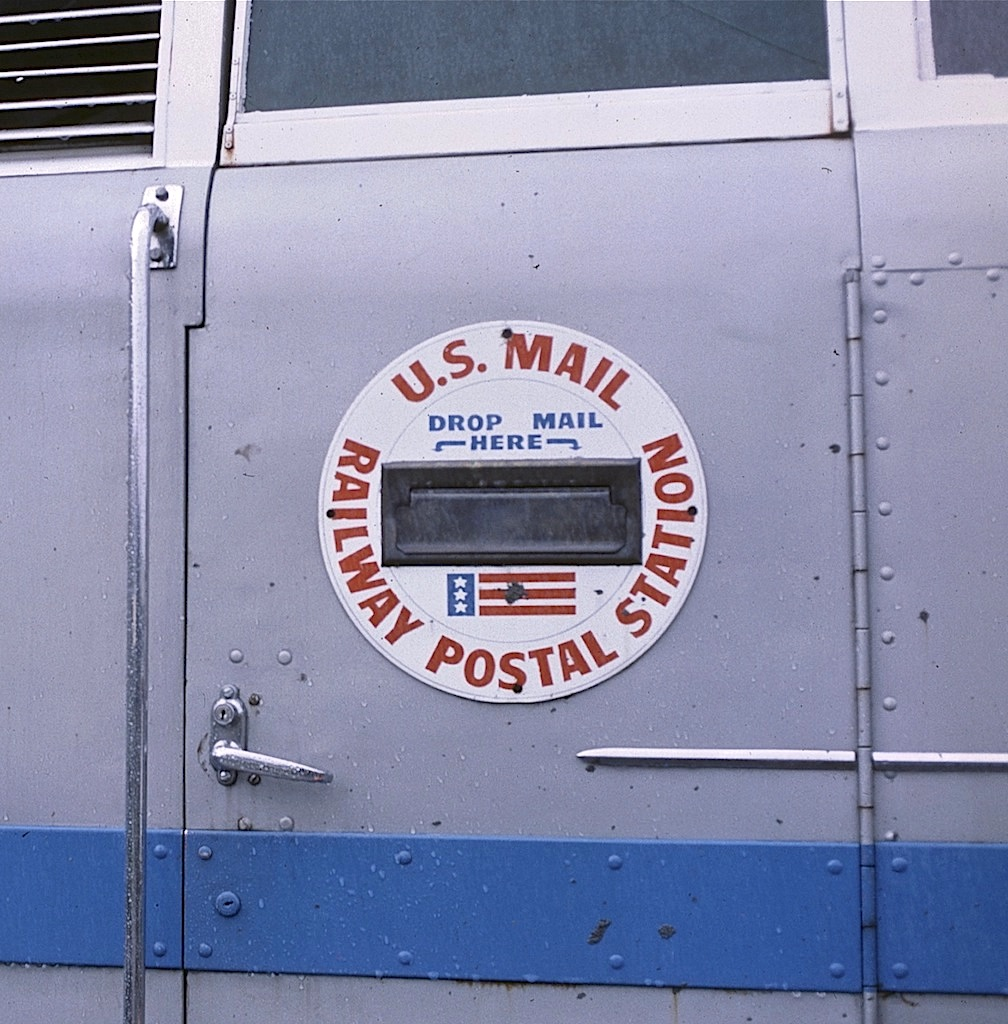
Почтовый ящик на двери поезда Zooliner

Железная дорога парка Вашингтон и зоопарка — единственная в США железная дорога, до сих пор осуществляющая почтовые перевозки. С 1961 года железная дорога имеет свой собственный почтовый штамп гашения. Почтовые ящики железной дороги расположены на станциях Зоопарк и Парк Вашингтон, а также на локомотиве поезда Zooliner.